# Đông Châu
Đông Châu (chữ Hán giản thể: 东洲区, âm Hán Việt: Đông Châu khu) là một quận của địa cấp thị Phủ Thuận, tỉnh Liêu Ninh, Cộng hòa Nhân dân Trung Hoa. Quận Đông Châu có diện tích 192 km², dân số 330.000 người. Mã số bưu chính của Đông Châu là 113003, chính quyền quận đóng ở số 2 phố Đáp Liên. Quận Đông Châu được chia thành 10 nhai đạo biện sự xứ, 2 hương. Các đơn vị này lại được chia thành 96 ủy ban xã khu cư, 24 ủy ban thôn. 
- Nhai đạo biện sự xứ: Đông Châu, Tân Truân, Trương Điện, Đáp Liên, Long Phượng, Vạn Tân, Lão Hổ Đài, Bình Sơn, Nam Hoa Viên, Lưu San.
- Trấn: Niễn Bàn, Thiên Kim.